# 巴迪经
《巴迪经》 (英语: The Wondrous or Unique Book; 波斯语: كتاب بديع; 阿拉伯语: الكتاب البديع)是巴哈伊信仰的創立者巴哈歐拉在埃迪爾內所作的，於1967年至1968年出版的宗教經典。巴迪经大致为两倍的笃信经的体量，内容包括巴孛关于上帝将昭示天下者的预言以及对巴哈伊启示的捍卫。

## 背景
此书由波斯语写就，但是包括部分巴孛的阿拉伯语的引言。
巴哈欧拉同父异母兄弟米尔扎·叶海亚的支持者米尔扎·米赫迪伊·拉什蒂和他的同伴赛义德·穆罕默德写了一封信给巴哈欧拉的同伴阿卡·穆罕默德·阿里，其中包含反对巴哈欧拉宣示成为巴孛的著作中允诺会出现的上帝将昭示天下者的各种主张。阿卡·穆罕默德-阿里将这封信交给了巴哈欧拉，巴哈欧拉则撰写了《巴迪经》作为回应。与巴哈欧拉的许多其他作品一样，全文由巴哈欧拉口述，但以他的助理的名义说话。在此处，他的助理是阿卡·穆罕默德·阿里。

## 引用
1. ↑  Adib Taherzadeh, The Revelation of Baháʼu'lláh, Vol. 2 Adrianople 1863-68 (Oxford: Ronald, 1972), p. 373

## 延伸阅读
- Saiedi, Nader. . . USA: University Press of Maryland and Association for Baha'i Studies. 2000: 175–210. ISBN 1883053609. OL 8685020M.